# Мисс Марвел
Мисс Марвел (англ. Ms. Marvel) — имя нескольких персонажей комиксов, публикуемых издательством «Marvel Comics». Персонаж был изначально задуман как женский аналог Капитана Марвела. Marvel опубликовали три серии комиксов под названием «Ms. Marvel», в первых двух главной героиней была Кэрол Дэнверс, а третьей — Камала Хан.

## Персонажи

### Кэрол Дэнверс
Кэрол Дэнверс, первая героиня, использующая имя Мисс Марвел, была создана писателем Роем Томасом и художником Джином Коланом и впервые появилась в «Marvel Super-Heroes» № 13 (март 1968) в качестве офицера ВВС США, не имеющая суперсил. После взрыва, пережитого вместе с инопланетным супергероем расы Крии Капитаном Марвелом в «Captain Marvel» № 18 (ноябрь 1969) её ДНК слилось с ДНК Мар-Велла. И в «Ms. Marvel» № 1 (январь 1977) Кэрол демонстрирует полученные в результате этого сверхспособности и становится супергероиней. Как Мисс Марвел она становится опорой команды Мстителей с «The Avengers» № 171 (май 1978). Дэнверс так же использовала кодовые имена Двойная звезда и Птица войны. В июле 2012 года Дэнверс принимает на себя мантию Капитана Марвела в честь своего погибшего Мар-Велла, после Капитан Америка говорит ей, что Мар-Велл хотел, чтобы она это сделала.

### Шэрон Вентура
Шэрон Вентура, вторая Мисс Марвел, созданная Майком Карлином и Роном Уилсоном, впервые появилась в «The Thing» № 27 (сентябрь 1985) в качестве каскадёра в команде «Громовые гонщики», где она встретила Существо. В «The Thing» № 35 (май 1986) Вентура добровольно пошла на эксперимент, проводимый Торговцем силой, для получения суперспособностей, чтобы присоединиться к Федерации рестлинга неограниченного класса вместе с Существом, взяв имя Мисс Марвел. Вентура позже присоединяется к Фантастической четвёрке в «Fantastic Four» № 307 (октябрь 1987), а после воздействия космических лучей в «Fantastic Four» № 310 (январь 1988) её тело мутирует, она становится похожей на Существо и получает имя Женщина-Существо.

### Карла Софен
Доктор Карла Софен, суперзлодейка, известная как Мунстоун, впервые появилась в качестве помощницы Доктора Фауста в «Captain America» № 192 (декабрь 1975), её создали Марв Вульфман и Фрэнк Роббинс. В «The Incredible Hulk» № 228 (октябрь 1978) она становится психиатром злодея Мунстоун, также известного как Ллойд Блох. Карла с помощью гипноза заставляет Блоха отдать ей метеорит, давший ему силу, и она получает способности и берёт его имя. Во время сюжетной линии Тёмное правление Софен присоединяется к собранной Норманом Озборном группе Мстителей, известных как Тёмные Мстители, в качестве двойника первой Мисс Марвел, Кэрол Денверс. Она становится главной героиней серии «Ms. Marvel», начиная с выпуска № 38 (июнь 2009) до тех пор, пока Кэрол Дэнверс не возвращается в выпуске № 47 (январь 2010).

### Камала Хан
Камала Хан, четвёртая Мисс Марвел, была создана Саной Аманат, Дж. Уиллоу Уилсон и Адрианом Альфона. Хан впервые появилась в «Captain Marvel» № 17 (ноябрь 2013) в качестве 16-летней американки пакистанского происхождения из Нью-Джерси, которая боготворила Кэрол Дэнверс. Она получила свою собственную серию «Ms. Marvel», вышедшую в феврале 2014 года, став первым мусульманским персонажем Marvel Comics, чьё имя вынесено в заголовок комикса. Первый коллекционный том этой серии «Ms. Marvel Volume 1: No Normal» выиграл в 2015 году премию Хьюго в категории «Лучшая графическая история».